# Hesperoptenus tomesi
Hesperoptenus tomesi es una especie de murciélago de familia Vespertilionidae. Es endémica de Malasia (peninsular e insular - Borneo).